# Columbina cyanopis
Columbina cyanopis là một loài chim trong họ Columbidae.

## Hình ảnh

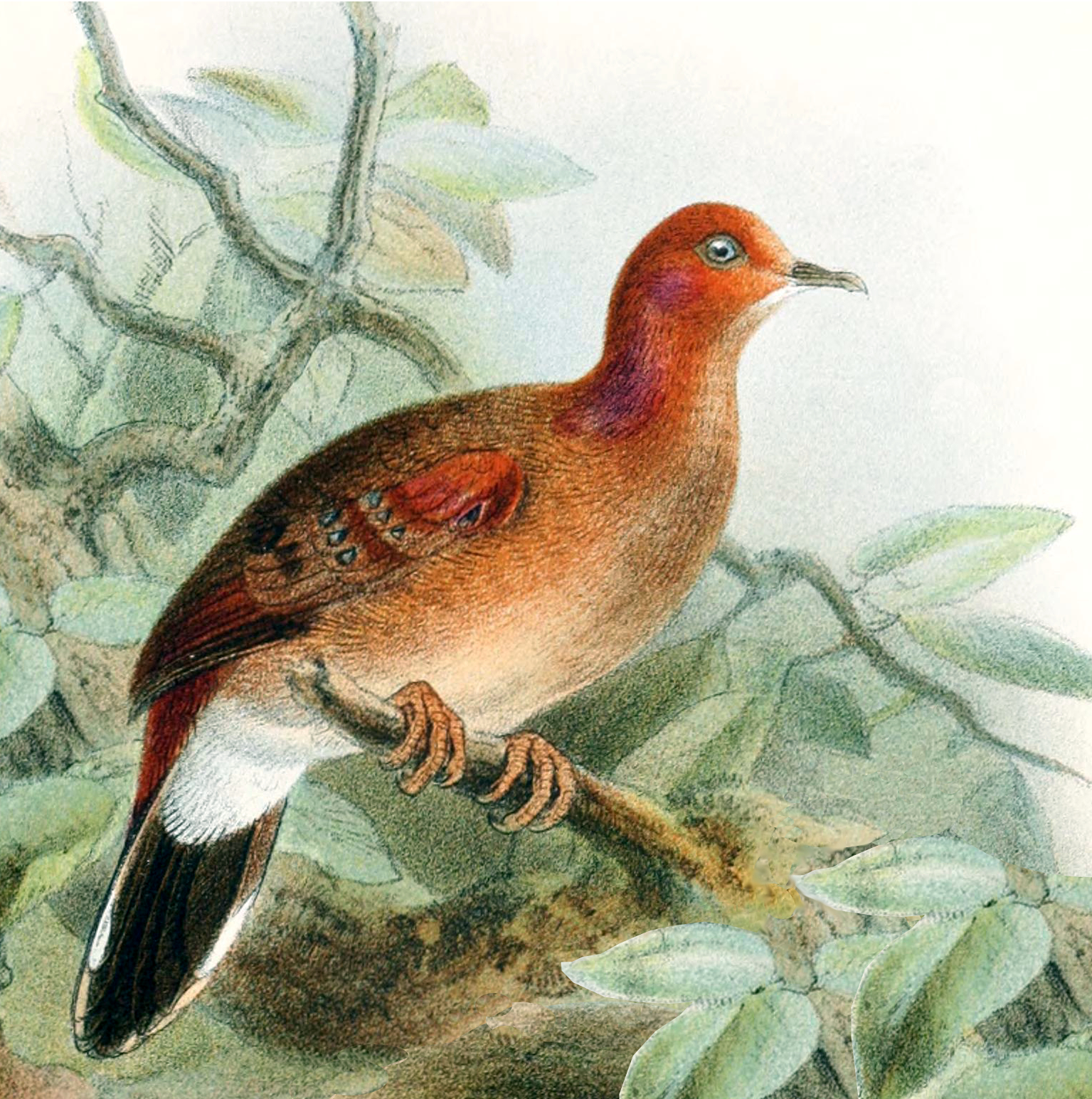
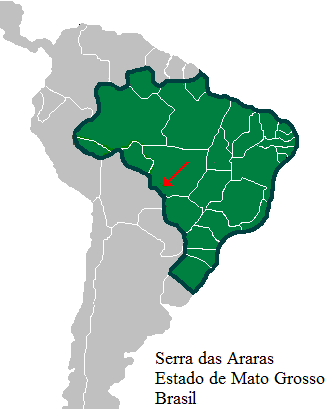